# Japão nos Jogos Paralímpicos de Verão de 2004
Japão participou dos Jogos Paralímpicos de Verão de 2004, que foram realizados na cidade de Atenas, na Grécia, entre os dias 17 e 28 de setembro de 2004.
A delegação japonesa, com 162 integrantes, conquista cinquenta e duas medalhas (17 ouros, 15 pratas, 20 bronzes) e termina na décima posição no quadro de medalhas.